# Leonard J. Duhl
 (janvier 2020).
Si vous disposez d'ouvrages ou d'articles de référence ou si vous connaissez des sites web de qualité traitant du thème abordé ici, merci de compléter l'article en donnant les références utiles à sa vérifiabilité et en les liant à la section « Notes et références ».
Leonard J. Duhl (Len Duhl), né le 24 mai 1926 à New-York aux États-Unis et décédé le 28 décembre 2019, est un psychiatre. Il reçoit son doctorat en médecine à l'Albany Medical College New York en 1948, puis exerce dans différents hôpitaux universitaires américains.

## Biographie
Il est le pionnier du concept de ville « métropolisée » (métropolization) dans l'évolution urbaine contemporaine. 
Alors qu'il enseigne à l'Université de Californie à Berkeley et à San Francisco, il est promoteur par des conférences des « villes saines hygiéniques » et « communautés résidentes dans l'hygiène » contre la pauvreté et le désordre psychiatrique. (Mouvement des villes saines aux États-Unis, en relation historiquement avec le mouvement hygiéniste européen du XIXe siècle contre les endémies). Il fait ces conférences aux États-Unis dans les années 1970 puis les années 1980 avec le Canada et dans les années 1990 avec des partenaires occidentaux agissant en Afrique. Il est un correspondant avec les politiciens du parti démocrate pour cet aspect de la justice par des fonctions gouvernementales en 1968.
Il est professeur émérite à la Faculté de santé publique et de psychiatrie et directeur exécutif de l'International Foundation for Healthy Cities.
En 2003, il reçoit le Prix Abraham Horwitz.
Il est l'auteur de 15 ouvrages (seul ou collectif) et de nombreux articles à portée mondiale.